# Madea's Big Happy Family
Madea's Big Happy Family è un film del 2011 diretto da Tyler Perry.

## Sequel
- Madea Goes to Jail (2009)
- Madea - Protezione testimoni (2012)